# Castniomera atymnius
Castniomera atymnius is een vlinder uit de familie Castniidae. De wetenschappelijke naam van de soort is voor het eerst geldig gepubliceerd in 1824 door Johan Wilhelm Dalman. De ondersoorten en synoniemen in dit artikel zijn volgens Lamas (1995).
De soort komt voor in het Neotropisch gebied.

## Ondersoorten
- Castniomera atymnius atymnius (Brazilië, Frans-Guyana)
  - = Castnia spixii Perty, 1833
  - = Castniomera joiceyi Lathy, 1923
- Castniomera atymnius drucei (Schaus, 1911) (Costa Rica)
  - = Castnia drucei Schaus, 1911
  - = Castnia humboldti f. rufolimba Strand, 1913
- Castniomera atymnius ecuadorensis (Houlbert, 1917) (Ecuador)
  - = Castnia ecuadorensis Houlbert, 1917
- Castniomera atymnius futilis (Walker, 1856) (Nicaragua, Honduras, Panama, Mexico)
  - = Castnia futilis Walker, 1856
  - = Castnia salasia Boisduval, 1875
  - = Castnia humboldti f. brunneata Strand, 1913
  - = Castnia atymnius f. defasciata Strand, 1913
- Castniomera atymnius humboldti (Boisduval, 1875) (Colombia)
  - = Castnia humboldti Boisduval, 1875
  - = Castnia affinis Houlbert, 1917
- Castniomera atymnius immaculata (Lathy, 1922) (Frans-Guyana)
  - = Castnia immaculata Lathy, 1922
- Castniomera atymnius newmanni (Houlbert, 1917) (Panama - Colombia, Venezuela)
  - = Castnia newmanni Houlbert, 1917